# Бауэрман, Джей
Джей Бауэрман (англ. Jay Bowerman, 15 августа 1876, Hesper Township, Айова — 25 октября 1957, Портленд) — американский политик, 13-й губернатор Орегона в 1910—1911 годах. Член Республиканской партии.

## Ранние годы
Бауэрман родился в Хеспере, штат Айова, в семье Дэниела и Лидии (Бэтти) Бауэрман. Начальное образование получил в государственных школах и в 1893 году переехал в Сейлем, штат Орегон.
В 1893 году Бауэрман поступил в Уилламеттский университет, в 1896 году получил диплом юриста. В следующем году он был принят в Коллегию адвокатов штата Орегон, где до 1899 года занимался юридической практикой в Сейлеме. Затем он переехал в Кондон, округ Гиллиам, где он жил следующие 12 лет. Там он стал юридическим партнером Х. Х. Хенрикса. Служба Бауэрмана в испано-американской войне ненадолго прервала его юридическую практику.

## Карьера в политике
В 1904 году Бауэрман был избран в Сенат штата Орегон от округа Гилэм от Республиканской партии и был переизбран четыре года спустя. Он был президентом этого органа с 1909 по 1911 год.
Когда в июне 1910 года губернатор Фрэнк У. Бенсон из-за плохого состояния здоровья не смог исполнять свои обязанности, он попросил Бауэрмана, как президента Сената, взять на себя обязанности губернатора. 16 июня 1910 года в возрасте тридцати трех лет Бауэрман стал исполняющим обязанности губернатора.
Бауэрман выступал за создание Контрольного совета для управления государственными учреждениями, что позволило бы сэкономить бюджетные средства за счет комбинированных закупок для государственных учреждений. Однако Контрольный совет был создан при его преемнике. Он также предпринял меры, чтобы снизить риск потерь из-за банкротства банка, запретив банкирам штата Орегон использовать спекулятивные акции в качестве активов, если они активно продвигали эти акции.
В 1904 году граждане Орегона приняли прямой первичный закон, запрещающий съезды по выдвижению кандидатов от партий. Республиканцы, не желая отказываться от партийного контроля над выдвижением кандидатур, провели в 1910 году «собрание», на котором выдвинули Бауэрмана своим кандидатом на пост губернатора.
Соперник Бауэрмана на посту губернатора от Демократической партии Освальд Уэст, назвал его противником системы прямого управления штата Орегон. Бауэрман проводил кампанию по модернизации системы шоссейных дорог, росте правительственной экономии и жесткому контролю над управлением земельными ресурсами штата.
Бауэрман был замешан в сексуальном скандале из-за романа со своей секретаршей.
На ноябрьских выборах 1910 года Уэст победил Бауэрмана, набрав 46,6 % голосов.

## Последние годы
В января 1911 года покинув пост губернатора, Бауэрман переехал в Портленд, где возобновил юридическую практику. Он был переизбран президентом Сената штата, но ушел в отставку после сессии 1911 года.
Как частное лицо он активно поддерживал первый выпуск облигаций штата Орегон (на сумму 6 000 000 долларов) на строительство шоссе. Он также много лет был активным лоббистом в законодательном собрании штата.
Бауэрман умер в 1957 году и был похоронен в Мемориальном парке Линкольна в Портленде.

## Личная жизнь
С раннего возраста Бауэрман рос отдельно от своего отца.
В 1903 году Бауэрман женился на Элизабет Гувер; у них было четверо детей. Билл Бауэрман стал известным тренером по легкой атлетике в Университете Орегона, а также тренером олимпийской сборной США по легкой атлетике на Олимпийских играх 1972 года в Мюнхене. вместе с Филом Найтом он стал соучредителем Nike, Inc..
Бауэрман и Элизабет в конце концов развелись, и в 1914 году Бауэрман женился на Уэйфе Хокетт. В этом браке родилось двое детей.